# Mikałaj Dziamidau
Mikałaj Wasiljewicz Dziamidau (biał. Мікалай Васілевіч Дзямідаў, ros. Николай Васильевич Демидов, Nikołaj Wasiljewicz Diemidow; ur. 31 czerwca 1951 w Guś-Chrustalnym) – białoruski inżynier i polityk, deputowany do Rady Najwyższej Republiki Białorusi XIII kadencji.

## Życiorys

### Młodość i praca
Według książki „Kto jest kim w Białorusi” urodził się „31 czerwca” 1951 roku w Guś-Chrustalnym, w obwodzie włodzimierskim Rosyjskiej FSRR, ZSRR. W 1973 roku ukończył Iwanowski Instytut Chemiczno-Technologiczny. W latach 1973–1975 pracował jako inżynier konstruktor działu, główny technolog w zakładach „Krasnyj Boriec” w Orszy. W latach 1975–1980 był instruktorem, kierownikiem wydziału w Orszańskim Komitecie Miejskim Leninowskiego Komunistycznego Związku Młodzieży Białorusi. W latach 1980–1986 pełnił funkcję instruktora w Orszańskim Komitecie Miejskim Komunistycznej Partii Białorusi (KPB). W latach 1986–1990 pracował jako zastępca kierownika działu kadr, sekretarz komitetu partyjnego w Orszańskiej Wagonowni Białoruskiej Kolei. W latach 1990–1991 był przewodniczącym Komisji Kontrolnej Orszańskiego Komitetu Miejskiego KPB. W latach 1992–1996 pracował jako inżynier technolog, główny inżynier w zakładzie małych bloków ściennych, mistrz na Wydziale Silikatów Zjednoczenia Produkcyjnego „Orszastrojmatieriały”. Od 1991 do co najmniej 1995 roku był członkiem Partii Komunistów Białoruskiej.

### Działalność parlamentarna
W drugiej turze wyborów parlamentarnych 28 maja 1995 roku został wybrany na deputowanego do Rady Najwyższej Republiki Białorusi XIII kadencji z orszańskiego-zachodniego okręgu wyborczego Nr 57. 9 stycznia 1996 roku został zaprzysiężony na deputowanego. Od 23 stycznia pełnił w Radzie Najwyższej funkcję członka, a potem sekretarza Stałej Komisji ds. Regulaminu, Mandatów i Etyki Deputackiej. Należał do frakcji komunistów. Od 3 czerwca był członkiem grupy roboczej Rady Najwyższej ds. współpracy z parlamentem Republiki Kazachstanu. 27 listopada 1996 roku, po dokonanej przez prezydenta Alaksandra Łukaszenkę kontrowersyjnej i częściowo nieuznanej międzynarodowo zmianie konstytucji, nie wszedł w skład utworzonej przez niego Izby Reprezentantów Zgromadzenia Narodowego Republiki Białorusi I kadencji. Zgodnie z Konstytucją Białorusi z 1994 roku jego mandat deputowanego do Rady Najwyższej zakończył się 9 stycznia 2001 roku; kolejne wybory do tego organu jednak nigdy się nie odbyły.

## Życie prywatne
Mikałaj Dziamidau w 1995 roku mieszkał w Orszy.